# Lípa na Krčmově
Lípa na Krčmově je památný strom – lípa malolistá (Tilia cordata) nacházející se v katastrálním území Horní Adršpach (část obce Adršpach). Strom se nalézá v louce u křižovatky na Krčmově nad obcí Adršpach. Vyhlášena byla v roce 2001 pro svůj vzrůst.
- číslo seznamu: 605042.1/1
- obvod kmene: 390 cm
- výška: 21 m
- věk: 90 let